# Siroče
Siroče je osoba, obično dijete, čiji su roditelji umrli, nepoznati ili su ga napustili jedan ili oba roditelja.
Siročetom se u uobičajenoj upotrebi naziva samo dijete koje je smrću izgubilo oba roditelja. Kada je riječ o životinjama, obično je relevantno samo stanje majke (tj. ako je majka umrla, potomci su siročad bez obzira na stanje oca).
Različite skupine rabe različite definicije za identificiranje siročadi. Jedna pravna definicija koja se koristi u Sjedinjenim Američkim Državama je maloljetnik lišen skrbnika zbog smrti ili nestanka, napuštanja obaju roditelja, odvajanja ili gubitka obaju roditelja.
U svakodnevnoj upotrebi siroče nema preživjela roditelja koji bi se brinuo o njemu. Međutim, Fond Ujedinjenih naroda za djecu (UNICEF), Zajednički program Ujedinjenih naroda o HIV-u i AIDS-u (UNAIDS) i druge skupine određuju svako dijete koje je izgubilo jednog roditelja kao siroče. U ovom pristupu, siroče po majci jest dijete čija je majka umrla, siroče po ocu dijete je čiji je otac umro, a dvostruko siroče jest dijete/tinejdžer/beba koje je izgubilo oba roditelja. Ovo je u suprotnosti sa starijom upotrebom riječi polusiroče za opisivanje djece koja su izgubila samo jednog roditelja.
Poznate osobe koje su bili siročad: Mojsije, Miloš Forman, Ella Fitzgerald, Eleanor Roosevelt, Ingrid Bergman, J.R.R. Tolkien, Alexander Hamilton, Andrew Jackson, Simon Bolivar, Edgar Allan Poe,  sv. Bernardin Sijenski, sv. Margareta od Castella, sv. Rikard Pampuri i dr.
Svetac zaštitnik siročadi jest Sveti Jeronim Emilijani.
Književni likovi siročad jesu: Oliver Twist, Heidi, Jane Eyre, Tom Sawyer i dr.
Velik broj stripovskih junaka također su siročad: Superman, Batman i Robin, Spider-Man, The Flash, Captain Marvel, Captain America i drugi.